# Xã Ulysses, Quận Butler, Nebraska
Xã Ulysses (tiếng Anh: Ulysses Township) là một xã thuộc quận Butler, tiểu bang Nebraska, Hoa Kỳ. Năm 2010, dân số của xã này là 323 người.